# Laceyville, Pennsylvania
Laceyville, Pennsylvania (енгл. Laceyville) град је у америчкој савезној држави Пенсилванија.

## Демографија
По попису из 2010. године број становника је 379, што је 17 (-4,3%) становника мање него 2000. године.
| Група             | 2000.       | 2010.       |
| Белци             | 383 (96,7%) | 346 (91,3%) |
| Афроамериканци    | 0 (0,0%)    | 2 (0,5%)    |
| Азијати           | 2 (0,5%)    | 0 (0,0%)    |
| Хиспаноамериканци | 8 (2,0%)    | 30 (7,9%)   |
| Укупно            | 396         | 379         |